# Myoxanthus conceicionensis
Myoxanthus conceicionensis là một loài thực vật có hoa trong họ Lan. Loài này được M.Frey & N.Sanson mô tả khoa học đầu tiên năm 2006.